# Emily Carr

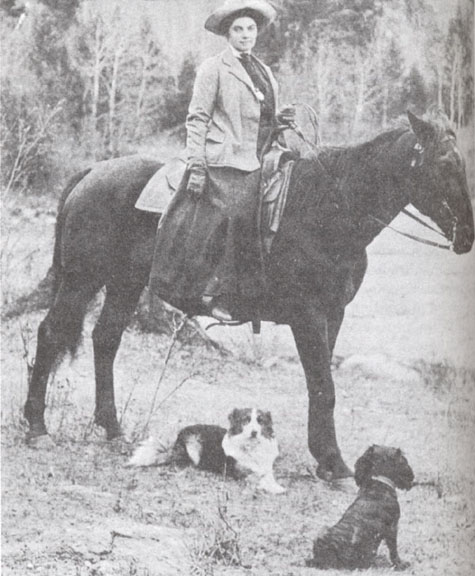
Emily Carr

Emily Carr (Victoria, 13 december 1871 – aldaar, 2 maart 1945) was een Canadees schilderes en schrijfster.
Carr was sterk beïnvloed door het landschap en de culturen van Brits-Columbia en Alaska. 
Onder invloed van stijlen als postimpressionisme en de Les Fauves, was haar werk vreemd voor de mensen rond haar en bleef het grotendeels onbekend en onerkend door de grote kunstwereld voor vele jaren. Meer dan 10 jaar werkte ze als pottenbakker en andere beroepen en had ze haar artistieke carrière opgegeven.
In de jaren 1920 kwam ze in contact met de Group of Seven, die haar een waardevolle associatie bracht voor haar carrière.
Over haar ervaringen met de volken van Brits-Columbia bracht ze in 1941 het boek Klee Wyck (The Laughing One) uit. 

## Bibliografie

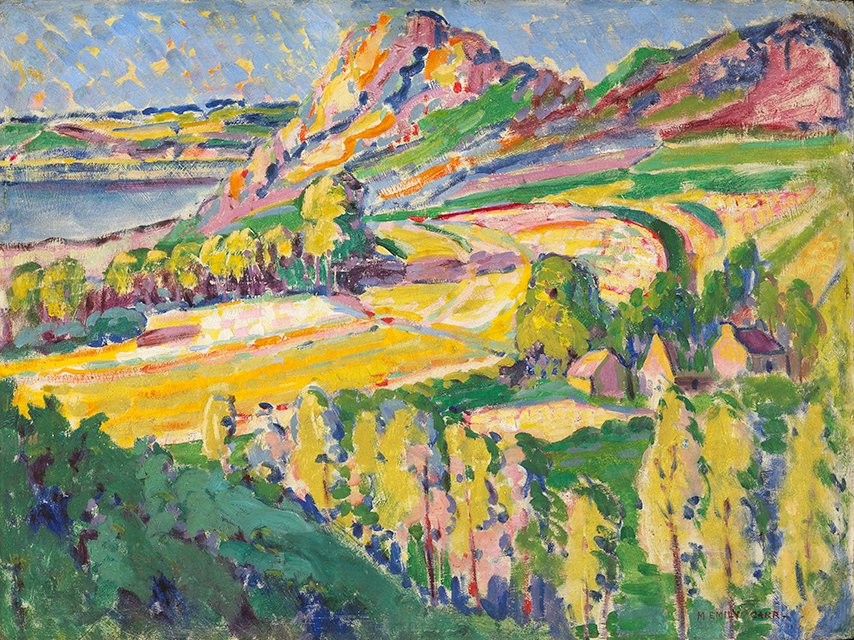
Herfst in Frankrijk, 1911, geschilderd op een gele ondergrond